# 허봉철
허봉철(1959년 8월 21일~)은 조선민주주의인민공화국의 역도 선수이다. 1980년 하계 올림픽에 조선민주주의인민공화국 대표 선수로 참가하여 은메달을 획득했다.